# Pablo Nicolás López
Pablo Nicolás López De León (Paso de Los Toros, Tacuarembó, Uruguay; 8 de octubre de 1996) es un futbolista uruguayo que juega como volante ofensivo o delantero en Deportes La Serena de la Primera B de Chile.

## Trayectoria
Pablo comenzó su carrera en los clubes Don Bosco y Colón, ambos de su ciudad natal, Paso de Los Toros.
Llegó a Defensor Sporting a los 17 años, gracias a un vídeo llamado "2 goles y 4 moños Pablo Nicolás López de León (16)" que subió su tío a Youtube y que su padre se encargó de mandarlo a Defensor. 
Luego de que gente de Defensor viera ese vídeo decidieron llamarlo para que se vaya a probar, lo hizo, y tras una dura prueba de aspirantes, quedó para unirse a la quinta división.
Hizo toda la escalera hasta Primera con técnicos como Hebert Silva Cantera, Ricardo Meroni, Román Cuello, José Chilelli y Gerardo Miranda, hasta debutar el 11 de junio de 2017 ante Boston River, de la mano de Eduardo Acevedo, en un partido que terminaría 3-1 a favor de los violetas.
Pablo llegó a jugar 10 minutos, pero eso le bastó para demostrar su calidad. Tanto, que el experimentado zaguero del club visitante, Diego Scotti, le dijo: "Deja de moverla que sos nuevito"
Luego volvería a disputar 10 minutos en el partido contra Fénix de la siguiente fecha.
Después de 4 partidos sin alinear, Pablo volvería para jugar la final de la Copa de Campeones, que ganarían con un golazo suyo, dónde se saca de encima a 3 zagueros de Nacional y define de gran manera ante la salida de Luis Mejía.
A partir de ahí se ganó la titularidad y empezó a jugar cada vez más y mejor, llegando a jugar 8 de 9 partidos en el clausura y anotando su primer gol oficial; ante River, en el Franzini, de volea y para empatar el partido, que luego terminarían ganando 2-1 en la hora.

## Estadísticas
| Club                      | Div.          | Temporada     | Liga  | Liga  | Copas nacionales | Copas nacionales | Torneos internacionales | Torneos internacionales | Total | Total |
| Club                      | Div.          | Temporada     | Part. | Goles | Part.            | Goles            | Part.                   | Goles                   | Part. | Goles |
| ------------------------- | ------------- | ------------- | ----- | ----- | ---------------- | ---------------- | ----------------------- | ----------------------- | ----- | ----- |
| Defensor Sporting Uruguay | 1ª            | 2017          | 10    | 1     | 1                | 1                | 0                       | 0                       | 11    | 2     |
| Defensor Sporting Uruguay | Total club    | Total club    | 65    | 1     | 1                | 1                | 0                       | 0                       | 11    | 2     |
| Total carrera             | Total carrera | Total carrera | 65    | 1     | 1                | 1                | 0                       | 0                       | 11    | 2     |